# Sept dons du Saint-Esprit
voir Don spirituel pour les divers dons décrits dans la bible

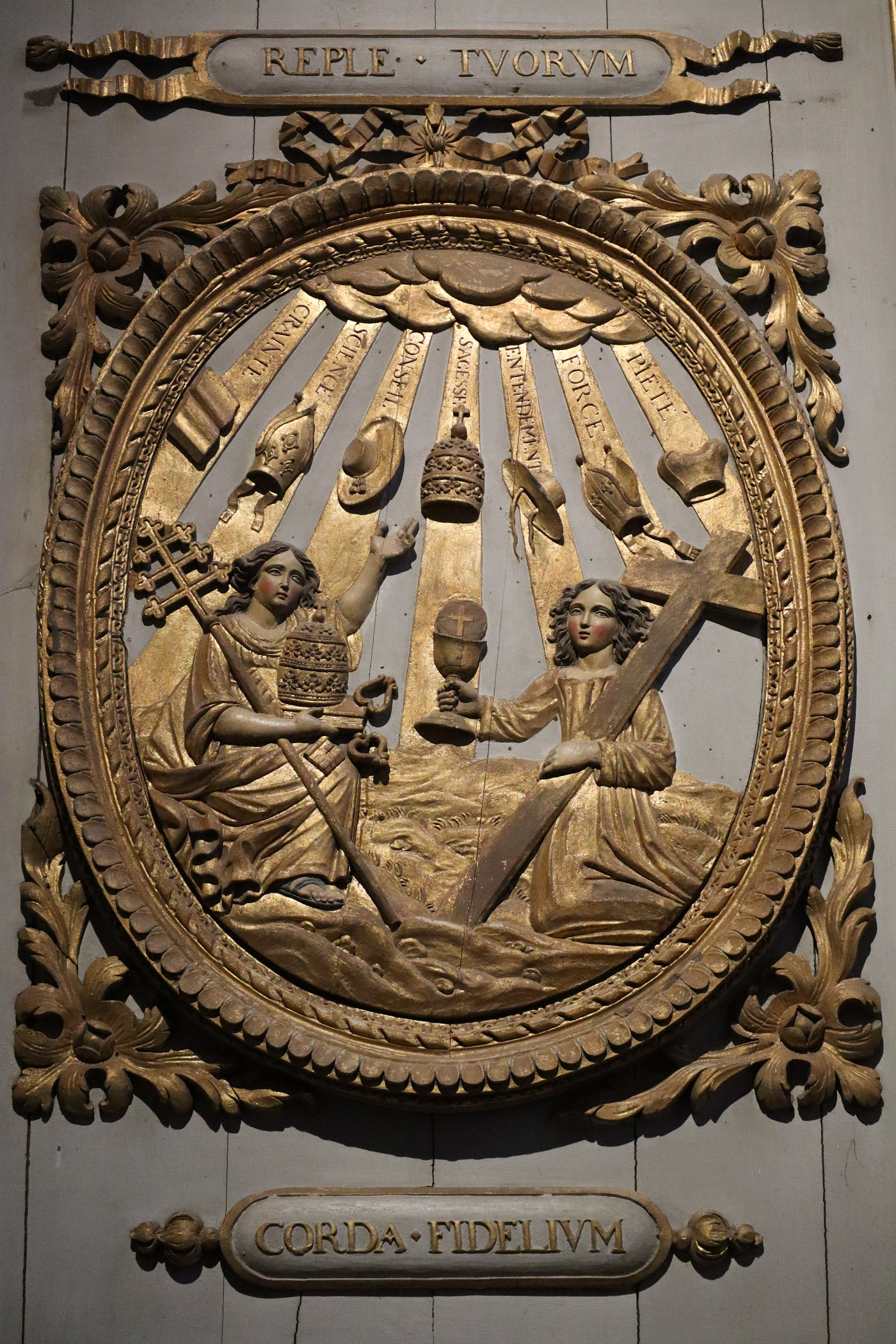
Les sept dons de l'Esprit Saint tels que représentés sur un retable de la basilique Saint-Sauveur de Dinan.

Dans la foi catholique, les sept dons de l'Esprit (ou charisme, du grec χαρισμα, don)       sont des grâces que Dieu offre aux croyants catholiques. Il s'agit de :
1. la sagesse[1],
2. l'intelligence,
3. la force[1],
4. la science[1],
5. le conseil[1],
6. la piété[1]
7. et la crainte[1],[2],[3].

Sept dons, comme Isaïe décrit le Messie qui va venir dans sa prophétie. Mais ce n'est qu'une vision partielle (comme toute prophétie) comme l'explique Saint Paul  dans sa première lettre aux Corinthiens chapitre 13 au verset 12 : "Aujourd'hui nous voyons             au moyen d'un miroir, de manière peu claire, mais alors nous verrons face à face; aujourd'hui je connais partiellement, mais alors je connaîtrai complètement, tout comme j'ai été connu".

## Neuf Fruits de l'Esprit Saint dans le Nouveau Testament
Par contre, dans la Première épître aux Corinthiens,  neuf fruits du Saint-Esprit sont décrits par Saint Paul  au chapitre 12. Il fait une comparaison du corps de Christ (l'Eglise) avec le corps humain : « De même, en effet, que le corps est un, tout en ayant plusieurs membres, et que tous les membres du corps, en dépit de leur pluralité, ne forment qu'un seul corps, ainsi en est-il de l'église, dont les chrétiens sont le corps, et la tête est  Jésus. Aussi bien est-ce en un seul esprit que nous avons tous été baptisés en un seul corps, Juifs ou Grecs, esclaves ou hommes libres, et tous nous avons été abreuvés d'un seul esprit. » (1 Co 12,12-13). Au chapitre 13, Saint Paul décrit la hiérarchie des dons, puis il fait un hymne à      l'amour. Au chapitre 14, Saint Paul établit une hiérarchie des charismes en vue de l'utilité commune:           « Recherchez la charité, aspirez aussi aux dons spirituels, surtout à celui de prophétie. Car celui qui parle en langues ne parle pas aux hommes, mais à Dieu ; personne en effet ne comprend : il dit en esprit des choses mystérieuses. Celui qui prophétise au contraire, parle aux hommes ; il édifie, exhorte, réconforte. Celui qui parle en langues s'édifie lui-même, celui qui prophétise édifie l'assemblée. Je voudrais certes que vous parliez tous en langues, mais plus encore que vous prophétisiez ; car celui qui prophétise l'emporte sur celui qui parle en langues, à moins que ce dernier n'interprète pour que l'assemblée                en tire édification. » (1 Co 14,1-5).
Au sujet du parler en langues, Saint Paul revient sur la nécessité de l'interprétation : « C'est pourquoi celui qui parle en langues doit prier pour pouvoir interpréter. Car si je parle en langue, mon esprit est en prière, mais mon intelligence n'en retire aucun fruit. » (1 Co 14,13-14).
Les dons du Saint-Esprit sont différents des neuf quartiers du fruit de l'Esprit, qui sont énumérés par Saint Paul dans l'Épître aux Galates : ceux-ci sont l’amour, la joie, la paix, la patience, la bonté, la bénignité, la fidélité, la douceur, et la tempérance.

## Dans le catholicisme

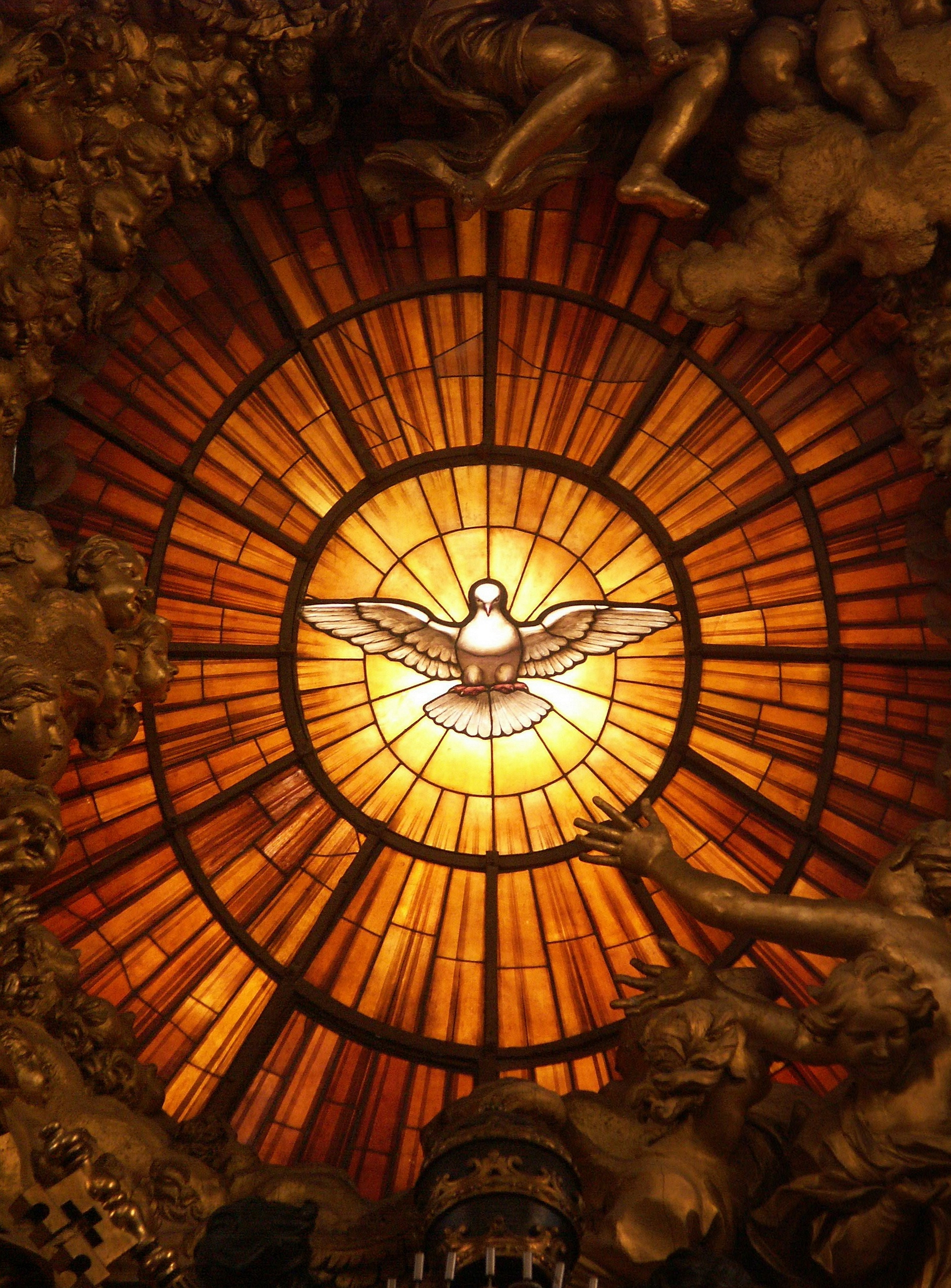
Représentation du Saint-Esprit comme une colombe sur un vitrail de la basilique Saint-Pierre de Rome

Le catéchisme de l'Église catholique indique que l'Esprit saint catholique est l'interprète de l'Écriture, et qu'il faut être très attentif aux différents sens des Saintes Écritures.
Traditionnellement, le catholicisme a repris les paroles du prophète Isaïe qui annonçait le Messie (Is 11,1-3) :

« Un rameau sortira de la souche de Jessé, un rejeton jaillira de ses racines. Sur lui reposera l'Esprit du Seigneur : esprit de sagesse et de discernement, esprit de conseil et de vaillance, esprit de connaissance et de crainte du Seigneur - et il lui inspirera la crainte du Seigneur. Il ne jugera pas d'après ce que voient ses yeux, il ne se prononcera pas d'après ce qu'entendent ses oreilles. »

— (Traduction Œcuménique de la Bible)
Dans le texte hébreu, comme dans la traduction française, il n'y a que 6 dons. Mais dans la traduction grecque de la Septante (IIe siècle av. J.-C.), comme dans la traduction latine (IVe siècle ap. J.-C.), les traducteurs ont utilisé deux mots différents pour traduire la crainte du Seigneur, à la fin du verset 2 et au début du verset 3 : eusebeia et phobou (en grec), pietatis et timoris (en latin). Les traducteurs de la Septante avaient déjà fait ce choix en Proverbe 1,7, n'hésitant pas à dédoubler le verset hébreu pour rendre compte dans leur langue de la richesse de signification du mot hébreu qui signifie à la fois la piété et la crainte. Cela fait donc 7 dons.
La liste traditionnelle des sept dons du Saint Esprit est attestée en Occident au moins depuis Ambroise de Milan (339-397) au IVe siècle dans son Traité des mystères (ch.7, § 42) et dans son Traité des sacrements (L.III, ch.Il, § 8) où il reprend la liste d'Isaïe 11,2.

« Car après la fontaine [du baptême], il reste encore à rendre parfait, quand à l'invocation du prêtre l'Esprit Saint est répandu, l'Esprit de sagesse et d'intelligence, l'Esprit de conseil et de force, l'Esprit de connaissance et de piété, l'Esprit de la sainte crainte, qui sont comme les sept vertus de l'Esprit. Sans doute, toutes les vertus relèvent de l'Esprit, mais celles-ci sont comme cardinales, comme les plus importantes. »

Vers la même époque, un synode de Rome réuni en 382 par le pape Damase en 382 affirme de l'Esprit Saint qu'il est septiforme, étant Esprit de sagesse, d'intelligence, de conseil, de force, de science de vérité et de crainte de Dieu.
Au XIIIe siècle, saint Thomas d'Aquin consacre une question de sa Somme Théologique (Ia IIae, Qu. 68) aux dons du Saint Esprit. À l'article 4, en s'appuyant aussi sur Is 11, il classe les 7 dons de la manière suivante : 
- « Mais la raison est spéculative et pratique. (…)
  - Pour la saisie de la vérité,
    - la raison spéculative est donc perfectionnée par le don d'intelligence,
    - la raison pratique par celui de conseil.

  - Pour bien juger,
    - la raison spéculative est perfectionnée par la sagesse,
    - la raison pratique par la science.
- Quant à la puissance appétitive,
  - en ce qui regarde autrui elle est perfectionnée par la piété;
  - en ce qui regarde le sujet lui-même elle est perfectionnée
    - par la force contre la terreur des périls,
    - et contre la convoitise désordonnée des choses agréables elle est perfectionnée par la crainte ».

Saint Thomas d’Aquin, IIa IIae, q. 121, a. 1, co :

« Les dons du Saint Esprit sont des dispositions habituelles de l’âme qui la rendent prête à se laisser mouvoir par l’Esprit. »

Son contemporain Saint Bonaventure écrit aussi un traité sur les sept dons de l'Esprit.
En dehors de ses nombreuses catéchèses et encycliques à propos de l'Esprit Saint, notamment Dominum et Vivificantem en 1986, saint Jean-Paul II à également composé une prière qu'il récitait quotidiennement depuis son enfance afin de solliciter ses dons.

## Dans le christianisme évangélique

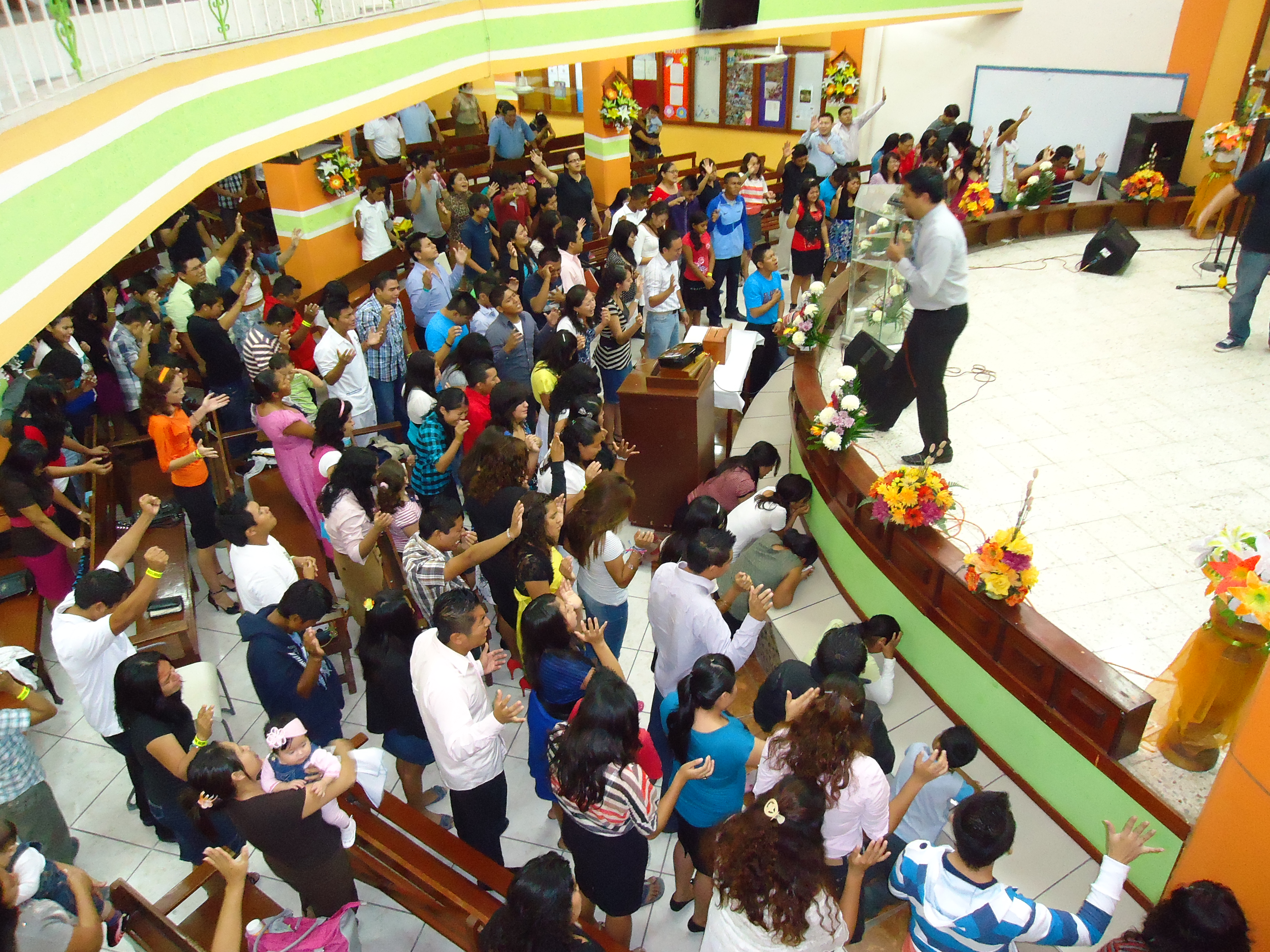
Assemblée pentecôtiste « parlant en langues », au Mexique

Le christianisme évangélique, principalement dans les courants du pentecôtisme, mouvement charismatique évangélique et mouvement néo-charismatique, accorde une importance particulière aux dons de l'Esprit Saint (1 Corinthiens 12,4-7). Il y en aurait 9 identifiés  :
- le « parler en langues », ou glossolalie, soit le fait de prier à haute voix dans une langue étrangère qu'il ne connaît, mais maîtrise dans le choix de pratique (signe initial du baptême du St-Esprit dans le pentecôtisme) ;
- « don d'interprétation du parler en langues » consistant à interpréter, dans la langue de l'auditoire, le « parler en langue » décrit ci-dessus ;
- « don de prophétie » consistant à parler de la part de Dieu dans diverses formes (révélations, pensées, etc.) ;
- « don de foi » consistant à recevoir une conviction absolue en rapport avec une situation ou un évènement ;
- « don de paroles de sagesse » consistant à donner des paroles inspirées apportant une solution ou un éclairage divin ;
- « don de paroles de connaissance » consistant à recevoir des connaissances sur des événements, situations, etc. ;
- « don de discernement spirituel » consistant à voir dans le monde spirituel (visuellement ou en pensée), utile pour la détection démoniaque entre autres ;
- « don de guérison » consistant à apporter la guérison aux personnes pour lesquelles on prie ;
- « don de miracle » consistant à vivre des miracles (créations, recréations, temporalité, etc.).